# Clostridium botulinum
Clostridium botulinum er en Gram-positiv, stavformet bakterie, der producerer nervegiften botulinumtoksin, der forårsager den slappe muskellammelse set i pølseforgiftning. Det er også det primære lammelsesmiddel i botox. Bakterien er anaerob og sporedannende og findes i jord.